# Die Wallfahrer

Lew Tolstoi, Porträt von Iwan Kramskoi, 1873

Die Wallfahrer, auch Die beiden Alten, Zwei Greise und Die beiden Greise (russisch Два старика, Dwa starika), ist eine Erzählung von Lew Tolstoi, die 1885 entstand und im selben Jahr im 4. Russischen Lesebuch des Sammelbandes Erzählungen aus dem Neuen Alphabet publiziert wurde.

## Inhalt
Zwei alte Bauern pilgern nach Jerusalem. Der eine – der reiche Jefim Tarassytsch Schewelew – war mehrere Jahre Dorfschulze gewesen und musste für die Zeit der Wallfahrt die Aufsicht über den Hausneubau seinem ungeratenen Sohn übertragen. Der andere – der weniger bemittelte Jelissei Bodrow – hatte früher als Zimmermann gearbeitet und züchtet nun im Alter Bienen. Während des hunderte Werst langen Fußmarsches nach Odessa vergisst Jelissei alle häuslichen Sorgen und flüstert im Gehen Gebete. Jefim hingegen wird einen fatalen Gedanken nicht los: Der Sohn versagt beim Hausbau.
Nach fünf Wochen, siebenhundert Werst sind zurückgelegt, das erste Paar Bastschuhe muss weggeworfen werden, kommen die Pilger hinter Kleinrussland durch einen Landstrich, in dem die Bauern vor lauter Hunger Spreu und Melde verzehren. Vom Grasessen sind die Leute krank geworden. Jefim marschiert rüstig weiter gen Odessa, doch Jelissei bleibt in der Kate einer Bauernfamilie und kauft ihnen für sein weniges Reisegeld  Hirse, Salz, Mehl und Butter. Er hackt Holz, macht Feuer, kocht und gibt den fremden Leuten zu essen. Nachdem er die Bauernfamilie aufgepäppelt hat, löst er ihr verpfändetes Land aus, kauft ihnen Pferd, Wagen sowie eine Sense und geht nach Hause zu seiner Familie. Denn die vierzig Rubel für die Überfahrt von Odessa ins Heilige Land und zurück hat er nicht mehr.
Jefim hingegen erreicht Odessa, sticht in See, schaut sich in Konstantinopel den Tempel der heiligen Sophia an, wirft Blicke auf Smyrna sowie Alexandrien, geht in Jaffa an Land und legt die siebzig Werst nach Jerusalem zu Fuß zurück. Von seinem Quartier, dem Russischen Hospiz, aus besucht er innerhalb von sechs Wochen das Patriarchenkloster, die Auferstehungskirche, das Grab des Herrn, die Zelle der ägyptischen Maria und das Abrahamskloster. Jene Stätten, wo Abraham seinen Sohn dem Herrn opfern wollte und wo Christus der Maria Magdalena erschienen war, werden ebenso beaugenscheinigt wie die Kirche Jakobs, die Heilige Pforte, jene Stelle, wo Christus vom Kreuze genommen und gesalbt wurde, die Spalte, wo die Erde sich bis zur Unterwelt aufgetan hatte, die Stätte, wo man Christus ans Kreuz geschlagen und Adams Grab. Auch Bethlehem, Bethanien und den Jordan lässt Jefim nicht aus. Zu Fuß begibt er sich nach Jaffa, erreicht Odessa und von dort kommt er – wieder zu Fuß – nach genau einem Jahr wohlbehalten zu Hause an. Die Befürchtung bewahrheitet sich: Der ungeratene Sohn hat die zwölf Monate in der Dorfkneipe zugebracht.
Als Jefim den Kameraden Jelissei bei den Bienen aufsucht und sich dessen Geschichte genauestens erzählen lässt, begreift er nicht, wieso er den Kameraden dreimal am Heiligen Grabe gesehen hatte. Der reiche Jefim kommt zu dem Schluss: „Er hat mich überholt.“ Jefim sieht die Wallfahrt als Opfer und resümiert: „Ob mein Opfer im Himmel angenommen ist ..., weiß ich nicht; doch Jelisseis Opfer hat der Herr sicher angenommen.“

## Deutschsprachige Ausgaben
- Die Wallfahrer in Leo Tolstoi: Ausgewählte Erzählungen für die Jugend (enthält noch Wovon die Menschen leben. Meine Hunde. Die Bärenjagd. Der Gefangene im Kaukasus. Jermak und die Eroberung Sibiriens). O. C. Recht Verlag, München 1922
- Die beiden Alten. Deutsch von Alexander Eliasberg. S. 66–93 in: Gisela Drohla (Hrsg.): Leo N. Tolstoj. Sämtliche Erzählungen. Fünfter Band. Insel, Frankfurt am Main 1961 (2. Aufl. der Ausgabe in acht Bänden 1982)